# Weston Park
Weston Park est une maison de campagne à Weston-under-Lizard, Staffordshire, Angleterre, située sur plus de 1 000 acres (404,685642 ha) de parc aménagé par Capability Brown. Le parc est situé à 10 miles, soit 16 Km au nord-ouest de Wolverhampton, et à 8 miles soit 12,8 Km au nord-est de Telford, près de la frontière avec le Shropshire. Le manoir du XVIIe siècle est un bâtiment classé Grade I et plusieurs autres caractéristiques du domaine, telles que l'Orangerie et l'écurie, sont classées séparément en Grade II.
Weston Park House et le parc environnant ont été donnés à la nation en 1986 par le 7e comte de Bradford, avec le soutien du National Heritage Memorial Fund. Il est maintenant sous la garde des administrateurs de la Weston Park Foundation. La maison conserve sa collection d'art avec plus de 30 000 objets et est ouverte au public.

## Histoire
Weston se trouve sur des terres qui sont mentionnées pour la première fois dans le Domesday Book lorsqu'elles étaient détenues par le Normand Rainald de Bailleuil, shérif de Roger de Montgomery. Le parc est tout ce qui reste du parc aux cerfs et de la forêt médiévale. Appartenant à l'origine aux de Weston de Weston, il passe par héritage à une branche de la famille Mytton lorsque leur héritière, Elizabeth Mytton, épouse Sir Thomas Wilbraham. Finalement, la terre passe aux comtes de Bradford lorsque leur fille cadette, Mary Wilbraham, épouse Richard Newport (2e comte de Bradford) de la première création.
La maison est construite en 1671 pour Elizabeth Wilbraham . Bien qu'il soit souvent prétendu qu'elle a été son propre architecte, il n'y a aucune preuve documentaire concluante pour cela et il est fort probable que l'architecte exécutant est William Taylor, qui est connu pour avoir été à Weston Park en 1674 . Lady Wilbraham est évidemment une mécène enthousiaste, cependant, et son exemplaire fortement annoté du livre de Palladio (I Quattro Libri dell'Architettura) reste dans la collection de Weston Park. La façade sud de trois étages et douze travées de la maison est à l'origine la façade d'entrée, mais les modifications et améliorations apportées à la fin du XIXe siècle pour Orlando Bridgeman (3e comte de Bradford) de la deuxième création impliquent le déplacement de l'entrée principale de la façade est. La cour d'origine de la maison en forme de "U" est couverte au-dessus du rez-de-chaussée et fermée par une nouvelle façade.
Au XVIIIe siècle, avec l'extinction de la lignée masculine des Newport comte de Bradford, Weston passe à Henry Bridgeman (1er baron Bradford), dont la mère Lady Anne Bridgeman (née Newport) est une petite-fille de Lady Wilbraham. Les Bridgeman sont déjà d'importants propriétaires fonciers dans le Shropshire et dans le Warwickshire mais choisissent de faire de Weston leur siège principal. Sir Henry Bridgeman charge Capability Brown d'aménager le parc. Il emploie également James Paine dans les années 1760 pour apporter des modifications à la maison et ajouter un pont romain et un temple de Diane dans le parc.

## Collection d'art
La collection comprend de nombreux portraits du XVIIe au XXe siècle, avec des pièces rares telles que deux portraits de dames de la famille Wilbraham par John Michael Wright, deux premiers portraits de John Constable et deux portraits apparemment du même enfant par Sofonisba Anguissola. La plupart des grands portraitistes anglais du XVIIIe siècle sont représentés, et il existe un certain nombre de portraits d'Antoine van Dyck et de son atelier; celui de Sir Thomas Hanmer est particulièrement beau. Il y a un George Stubbs de chevaux, et une paire de scènes côtières de Claude Joseph Vernet (Calme et Orage) . Il existe un rare service de toilette en argent de 1679, l'un des 12 premiers services de fabrication anglaise restant dans le pays . Il y a de bons meubles, dont de nombreuses pièces réalisées pour la maison par Thomas Chippendale, et une pièce avec des tapisseries de la Manufacture des Gobelins réalisées pour Weston dans les années 1760. La bourse de cérémonie richement brodée (ou «bourse») de Sir Orlando Bridgeman, dans son bureau de Lord Keeper of the Great Seal (1667-1672), est exposée à côté d'un portrait de lui avec elle.

## Au-delà de la maison

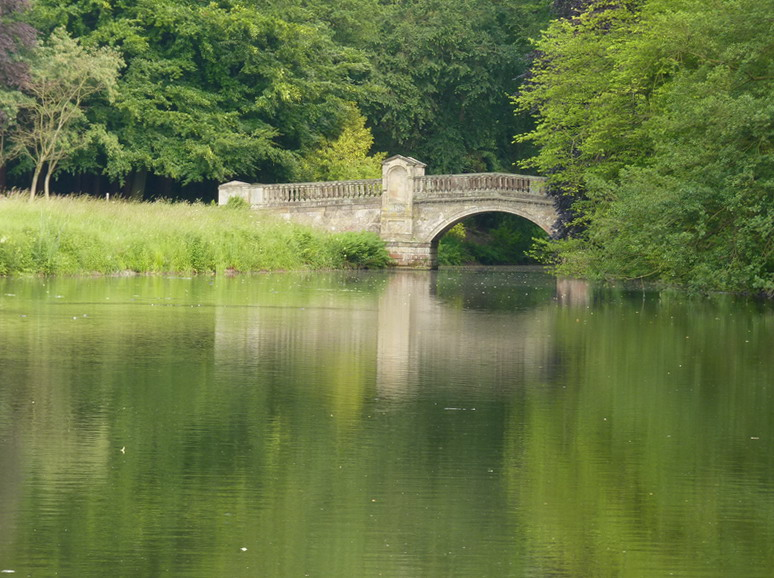
Le pont romain

Adjacent à la maison se trouve l'église du domaine, dédiée à St Andrew. Pevsner décrit l'église comme "une entreprise de Lady Wilbraham ... [de] 1700-1".  L'orangerie , les étables , et le grenier, qui jouxtent tous la maison, et sont classés grade II. Le bâtiment Granary de 1767 est restauré en 2009 avec le soutien du Heritage Lottery Fund et de l'agence de développement régional Advantage West Midlands.
Il y a des jardins et un grand parc, qui comprend un lac et un chemin de fer miniature. Le pont romain classé Grade I traverse la piscine du temple en une seule arche en pierre . Le temple de Diane, classé Grade I, est en fait une orangerie et une maison de jardin. Construit en pierre de taille à trois travées et orné de colonnes ioniques, l'intérieur est décoré de panneaux peints de Giovanni Battista Innocenzo Colombo, illustrant la vie de la déesse Diane. Paine décrit plus tard le temple comme "ma serre à Weston". Weston Hall suggère que le hall et les jardins ont inspiré le château de Blandings dans les histoires de Lord Emsworth de Pelham Grenville Wodehouse. 

## Visites et festivals
La fille du roi George V Mary du Royaume-Uni passe une partie de sa lune de miel à Weston. En 1998, le sommet du G8 s'est tenue dans cette maison en présence de chefs d'État ou de gouvernement, dont le président américain Bill Clinton et le président russe Boris Eltsine. De 1999 à 2017, le terrain de Weston Park est utilisé comme l'un des sites du V Festival annuel à deux sites parrainé par Virgin, l'autre site étant Hylands Park à Chelmsford. Le parc est le site de la Midland Game Fair annuelle qui a lieu le troisième week-end de septembre. La foire, qui se compose d'activités traditionnelles britanniques, notamment les essais de chiens de travail, la pêche et l'élevage, attire jusqu'à 50 000 visiteurs de Grande-Bretagne et d'Irlande.

## Galerie

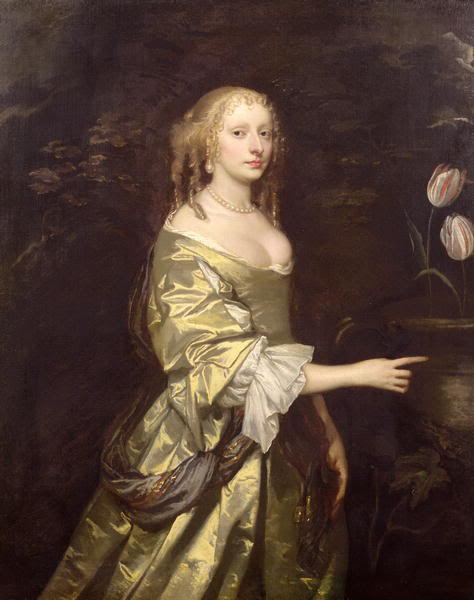
Lady Elizabeth Wilbraham, l'architecte possible de Weston, par Sir Peter Lely, l'un des portraits de la collection
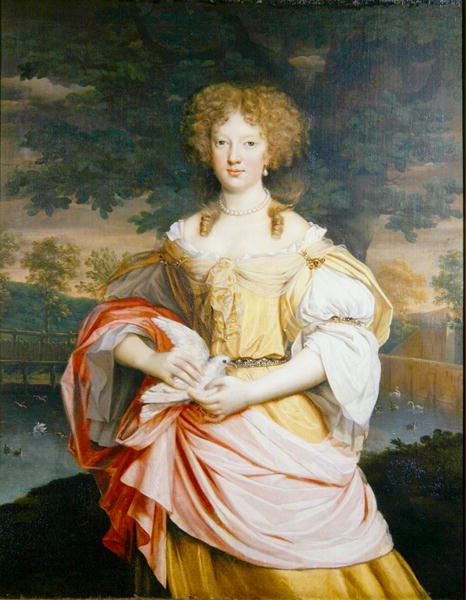
Mary Wilbraham de John Michael Wright
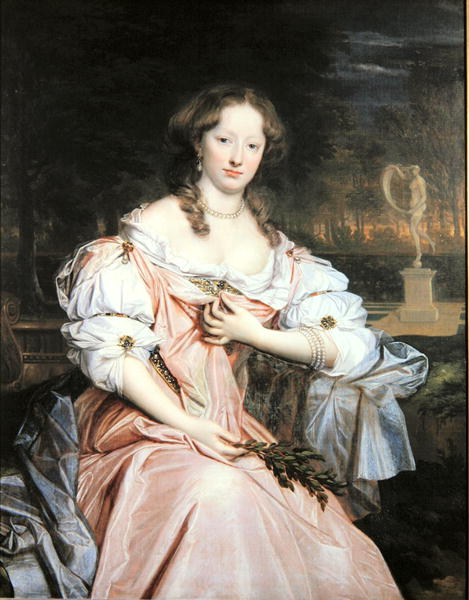
Grace Wilbraham de John Michael Wright
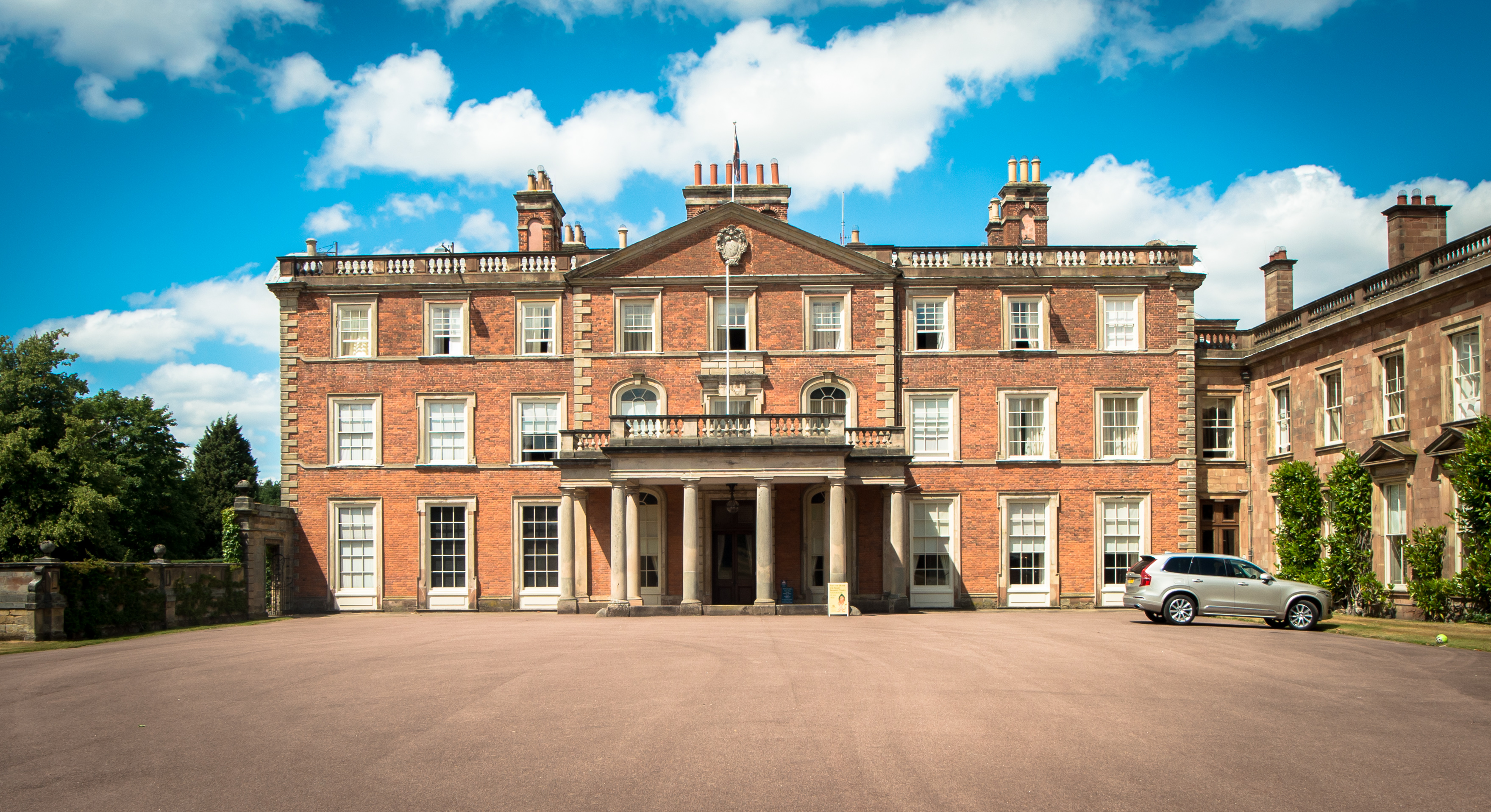
Entrée principale
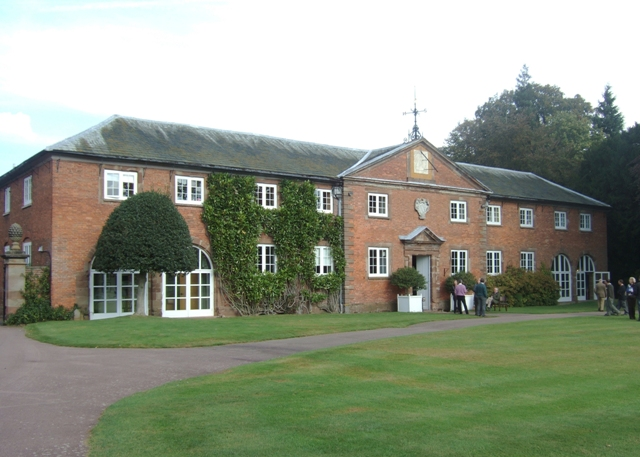
L'écurie
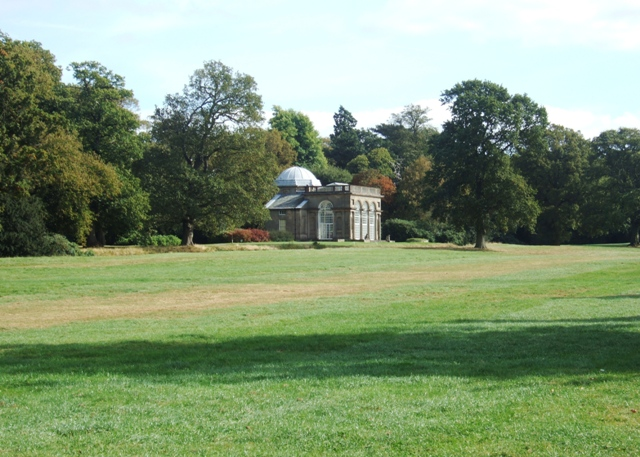
Temple de Diane
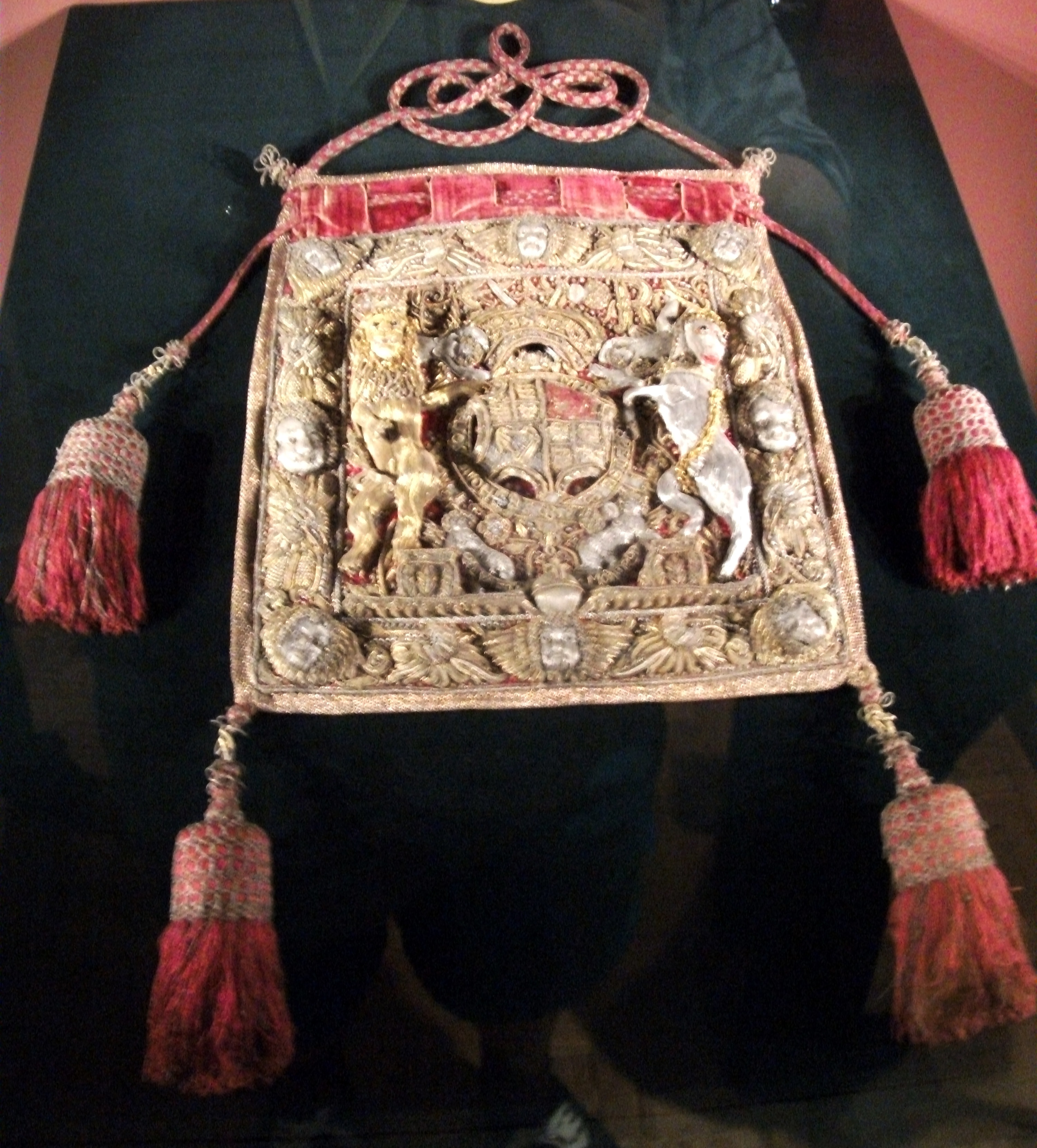
Bourse de cérémonie de Sir Orlando Bridgeman Lord Keeper of the Great Seal, 1667-1672, à Weston Park
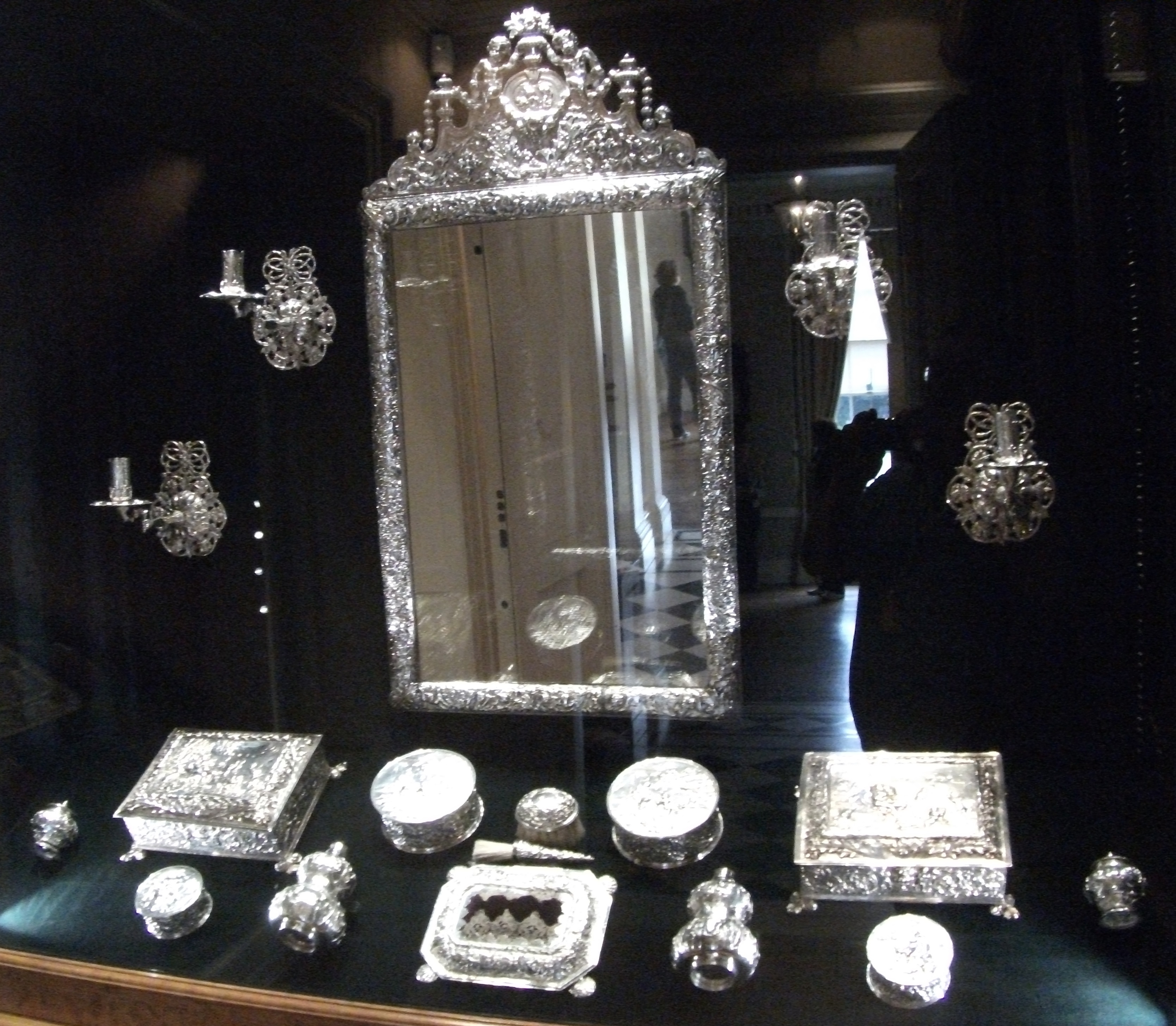
Le service de toilette 1679

## Sources
- Nikolaus Pevsner, Staffordshire, London, UK, Penguin Books, coll. « Buildings of England », 1974 (ISBN 0-14-071046-9, lire en ligne)